# Ayau-Inseln
Die Ayau-Inseln, auch als Ayu-Inseln (indonesisch Pulau-pulau Ayu) bekannt, sind eine indonesische Inselgruppe im Norden des Raja-Ampat-Archipels.
Die Gruppe besteht aus etwa zehn Inseln, die von zwei nahegelegenen Korallenriffen umgeben sind. Die gleichnamige Hauptinsel Ayau liegt im Süden der Inselgruppe. Administrativ bildet die Hauptinsel einen eigenen Distrikt (Kabupaten), während die anderen Inseln als Distrikt Ayauinseln (Kepulauan Ayau) zusammengefasst werden.

## Inseln
- Karte mit allen Koordinaten:
- OSM |
- WikiMap

| Inselname    | Aliasname | Koordinaten           | Fläche | Einwohner |
| ------------ | --------- | --------------------- | ------ | --------- |
| Ayau         | Ayu       | 00° 22′ N, 131° 03′ O | …      | –         |
| Mios Kuan    |           | 00° 24′ N, 131° 08′ O | …      | –         |
| Baba         |           | 00° 24′ N, 130° 58′ O | …      | –         |
| Abdon        |           | 00° 30′ N, 131° 07′ O | …      | –         |
| Rutton       |           | 00° 34′ N, 131° 11′ O | …      | –         |
| Reni         |           | 00° 35′ N, 131° 12′ O | …      | –         |
| Kanobe       |           | 00° 36′ N, 131° 08′ O | …      | –         |
| Pandaranger  |           | 00° 37′ N, 131° 07′ O | …      | –         |
| Mios Mandung |           | 00° 37′ N, 131° 07′ O | …      | –         |